# Bintou Malloum
Bintou Malloum (31 de março de 1946 - 10 de março de 2020) foi uma política do Chade e a primeira embaixadora do Chade na Alemanha, República do Congo e Itália.

## Biografia
Malloum nasceu em 31 de março de 1946 em Torror, no Chade francês. Entre 1993 e 2003, Malloum foi Secretária de Estado, Secretária de Função Pública e Secretária do Trabalho. Ela também serviu três vezes como Ministra de Assuntos Sociais e Família. Em 1997, Malloum foi a primeira aluna da Ecole Nationale d'Administration et de Magistrature em N'Djamena e a primeira mulher a ser embaixadora do Chade.
Com a tarefa de servir em várias administrações corruptas, Malloum foi considerada uma pessoa de grande integridade. Em fevereiro de 2012, Malloum era representante do Rotary Club do Chade. Ela morreu em 10 de março de 2020, em N'Djamena, Chade, e foi enterrada no Cemitério Lamadji. Condolências a Malloum foram enviadas pelo Presidente do Chade, Idriss Déby.

## Obras
- Le destin d'une pionnière (2017)